# Tříadresní kód
Tříadresní kód (často označovaný jako tříadresný kód nebo tříadresový kód) označuje v informatice formu mezijazyka, používanou překladačem jako pomůcku pro optimalizaci kódu. Každý příkaz v tříadresním kódu je zapsán pomocí uspořádané čtveřice: operátor, operand1, operand2 a výsledek.

## Zápis
Každý výrok pak má obecný zápis:
jako například:
kde x, y a z jsou proměnné, konstanty nebo dočasné proměnné generované překladačem. Symbol op představuje libovolný operátor, například aritmetický součet.
Výrazy, které obsahují více než jednu klíčovou operaci, například:
nejsou reprezentované v tříadresním kódu jako jeden příkaz. Místo toho se rozloží na ekvivalentní řadu příkazů jako například:
{\displaystyle t_{1}:=y\times z\,}
{\displaystyle p:=x+t_{1}\,}
Pojem tříadresní kód se používá i tehdy, kdy některé příkazy obsahují více (nebo naopak méně) než dva operandy. Klíčová vlastnost tříadresního kódu je, že každý příkaz obsahuje právě jednu operaci, a že zdroj i cíl se vztahují k jakémukoliv dostupnému registru.
Zdokonalením tříadresního kódu je tzv. SSA forma.

## Příklad
```
 
int
 
main
(
void
)

 
{

     
int
 
i
;

     
int
 
b
[
10
];

     
for
 
(
i
 
=
 
0
;
 
i
 
<
 
10
;
 
++
i
)
 
{

         
b
[
i
]
 
=
 
i
*
i
;
 

     
}

 
}

```

Výše uvedený program jazyka C, přeložený do tříadresního kódu, by mohl vypadat následovně:

```
      i := 0                  ; přiřazení
L1:   if i >= 10 goto L2      ; podmíněný skok
      t0 := i*i
      t1 := &b                ; adresa operace
      t2 := t1 + i            ; přiřazení hodnoty t2 k adrese b[i] 
      *t2 := t0               ; uložení operace prostřednictvím ukazatele
      i := i + 1
      goto L1
L2:
```